# 青春环游记
《青春环游记》是一档由浙江卫视推出的文化旅游探索类综艺节目。第一季于2019年5月4日起每周六晚20:30在浙江卫视正式播出，于2019年7月27日收官。節目通過嘉賓結伴出行旅遊的形式，圍繞「城市因人而驕傲」的主題，具體講述不同城市的歷史人文，彰顯中華文化的源遠流長和博大精深。

## 節目內容
（第1季）
节目共12期，八位固定嘉宾是王凯、吴谨言、魏大勋、范丞丞、胡先煦、白宇、林允、张新成。
节目由王凯、吴谨言、魏大勋、范丞丞、胡先煦担任“青春领航员”，白宇担任“青春逐梦人”，林允、张新成担任“青春小伙伴”，段美洋、宋铭睿担任“青春志愿者”，范宇泽担任“青春发起人”。
（第2季）
节目共12期五位固定嘉宾是范丞丞，杨迪，贾玲，朗朗，周深
（第3季）
节目共12期六位固定嘉宾是贾玲，杨迪，范丞丞，杨洋，汪苏泷，宋小宝
（第4季）
节目共12期六位固定嘉宾是王宝强、杨迪、陈哲远、沈月、徐明浩、张祎曈
（第5季）
节目共12期5位固定嘉宾是蔡卓妍、楊迪、劉憲華、徐明浩、黃子弘凡

## 節目背景
隨著物質生活水平的提高，旅行已成為了許多人主要的休閒方式，而與三五好友一起結伴出行更是多數年輕人的選擇，在旅行的途中了解並學習當地的人文和歷史，陶冶情操，結交好友，已然成為一種有意義的生活形式。 《青春環遊記》正是在此基礎上進行的一場訪古問今、尋找關於青春意義的心靈之旅。

## 節目模式
節目圍繞「城市因人而驕傲」的主題，每期前往一座城市，分組在城內探尋與當期節目人物和事有關的文化印記，並根據線索，完成相關任務，率先完成任務的隊伍，就能獲得「星星」獎勵，最後「星星」數量最多的隊伍，成為當期的「文化宣推官」。 同時，節目還設置了「歷史小課堂」的環節，通過「情景再現」的方式，藝人嘉賓趣味演繹歷史人物在該城市期間鮮為人知的故事，帶領觀眾更好地走進歷史人物，了解其與城市之間的人文故事和歷史。

## 季别
| 季别        | 开始播出日期  | 结束播出日期  |
| ----------- | ------------- | ------------- |
| 青春环游记  | 2019年5月4日  | 2019年7月17日 |
| 青春环游记2 | 2020年6月6日  | 2020年8月22日 |
| 青春环游记3 | 2021年11月6日 | 2022年1月28日 |
| 青春环游记4 | 2023年4月8日  | 2023年7月1日  |
| 青春环游记5 | 2024年5月18日 | 2024年8月3日  |